# Harpactea deltshevi
Harpactea deltshevi este o specie de păianjeni din genul Harpactea, familia Dysderidae, descrisă de Dimitrov și Lazarov, 1999.
Este endemică în Bulgaria. Conform Catalogue of Life specia Harpactea deltshevi nu are subspecii cunoscute.